# Émile Compard
Émile François Jacques Compard (* 13. Oktober 1900 in Paris; † 29. Juni 1977 in Nogent-sur-Marne) war ein zeitgenössischer französischer Maler.
Er besuchte die École nationale supérieure des beaux-arts de Paris, die Académie Julian und die Académie cubiste d’Araujo.
In seiner ersten (figurativen) Periode wurde Émile Compard von Pierre Bonnard beeinflusst, dessen Freund er war, und mit dem er Gemälde austauschte. Er malte Akte und Landschaften, auch das Automobil faszinierte ihn. 1937 realisierte er eine große Dekoration für die Weltausstellung in Paris.
Er besuchte regelmäßig die Bretagne (Le Faouët in den 20er Jahren, dann Doëlan ab 1936). Der Kritiker Félix Fénéon verteidigte ihn, Henri Matisse erkannte ihn an.
Compard kannte eine zweite, sehr unterschiedliche Periode: von der Philosophie begeistert und vom Daoismus beeinflusst, orientierte er sich nach 1946 in Richtung der Nichtfiguration und wurde zum Hauptvertreter der französischen abstrakten Malerei der Nachkriegszeit. Pierre Tal-Coat (1905–1985), Georges Mathieu und Jean Degottex zählten zu seinen Freunden. Der Schriftsteller Jean Lescure hat sich mit seinem Werk beschäftigt.
Das Museum von Le Faouët (Morbihan) hat ihm 1999 eine große Retrospektive gewidmet.